# Madia (botanica)
Madia Molina è un genere di piante della famiglia delle Asteracee.

## Tassonomia
Il genere Madia comprende le seguenti specie:
- Madia anomala Greene
- Madia chilensis (Nutt.) Reiche
- Madia citrigracilis D.D.Keck
- Madia citriodora Greene
- Madia elegans D.Don ex Lindl.
- Madia exigua (Sm.) A.Gray
- Madia glomerata Hook.
- Madia gracilis (Sm. ex Sm.) D.D.Keck
- Madia radiata Kellogg
- Madia sativa Molina
- Madia subspicata D.D.Keck

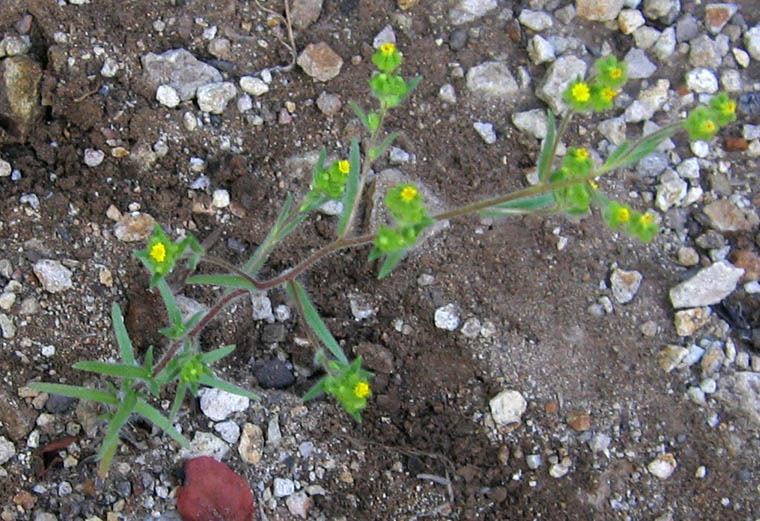
Madia exigua
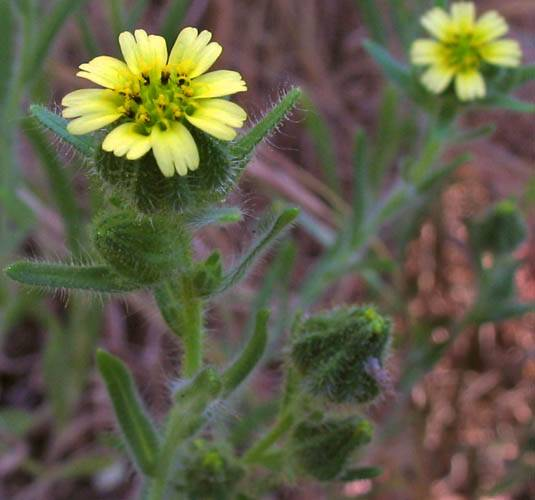
Madia gracilis
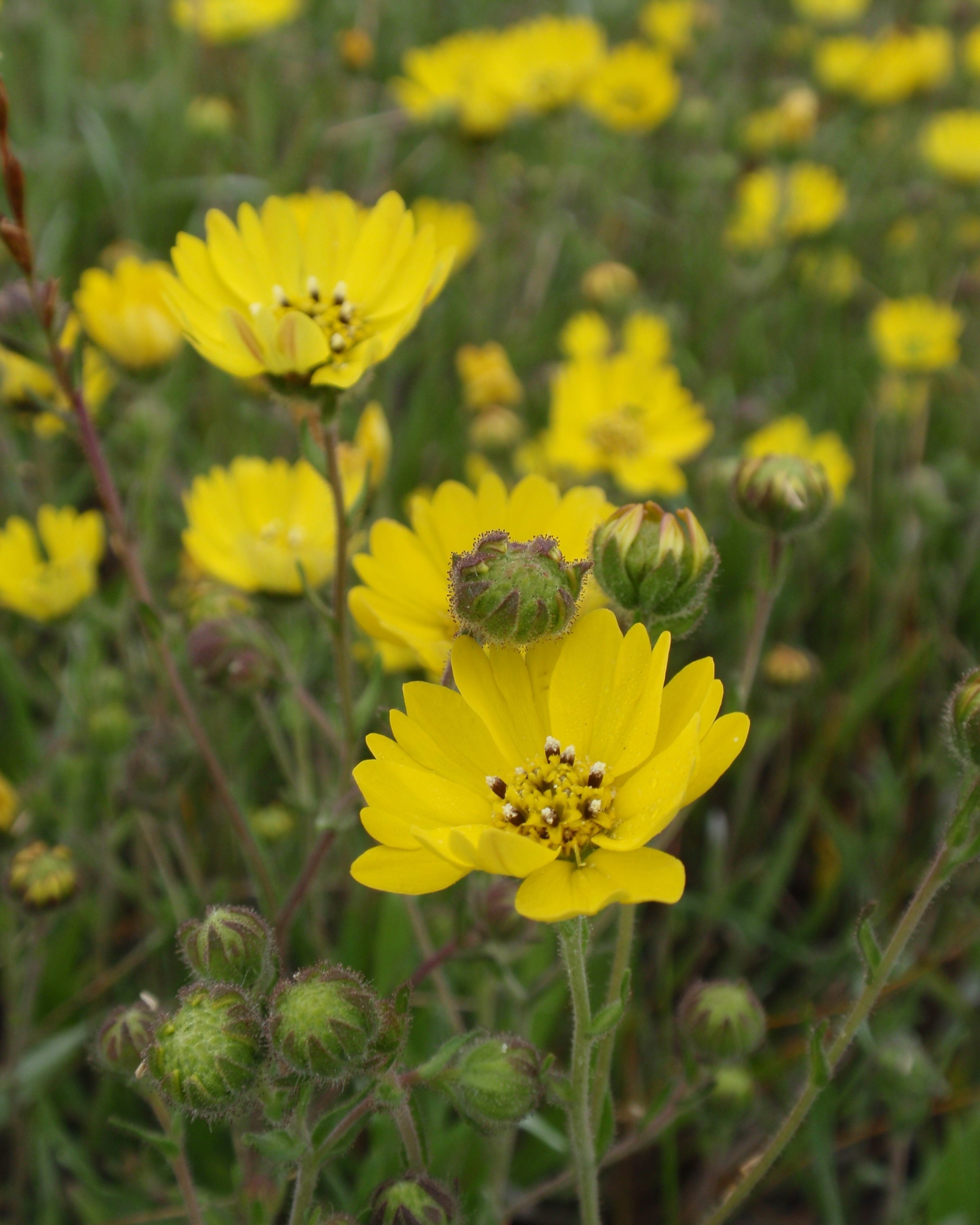
Madia sativa